# Бюст Бюль-Бюля (Шуша)
Бюст Бюль-Бюля (азерб. Bülbülün büstü) — бюст советского азербайджанского оперного певца, педагога, народного артиста СССР Бюль-Бюля, установленный в Шуше, Азербайджан. Был расстрелян и демонтирован после взятия Шуши в 1992 году армянскими силами. Отреставрирован и установлен на прежнем месте в 2021 году, после окончания Второй карабахской войны.

## История
Бронзовый бюст Бюль-Бюля был изготовлен скульпторами Намиком Дадашовым и Ханларом Ахмедовым в 1984 году. Первоначально бюст находился перед Домом культуры в квартале Базарбашы.
В 1992 году после взятия Шуши армянскими силами в ходе Первой карабахской войны памятник был повреждён. Как и бюсты Узеиру Гаджибекову и Хуршидбану Натаван, он пострадал от выстрелов из автоматического оружия, был демонтирован и продан на металлолом в Тбилиси.
Благодаря усилиям работавшего в те годы министром культуры Азербайджана Полада Бюльбюль оглы бюст был доставлен в Баку. До 2021 года он хранился во дворе Азербайджанского музея искусств имени Рамиза Мустафаева.
15 января 2021 года, после восстановления азербайджанского контроля над Шушей в ходе Второй карабахской войны, бюст Бюль-Бюля был возвращен в Шушу. На торжестве приняли участие президент Азербайджана Ильхам Алиев и первый вице-президент Азербайджана Мехрибан Алиева.